# Euskadi/1996
Deze pagina geeft een overzicht van de wielerploeg Euskadi in 1996.

## Algemeen
Sponsors: Euskadi (Baskische overheid)
Algemeen manager: Mikel Eiguren
Ploegleiders: Domingo Perurena, José Luis Laka
Fietsen: Zeus

## Renners
| Naam                        | Geboortedatum | Nationaliteit | Ploeg 1995            |
| --------------------------- | ------------- | ------------- | --------------------- |
| Iñaki Aiarzagüena           | 30-07-1969    | Spanje        | Porcelana Santa Clara |
| Ibon Ajuria                 | 09-08-1971    | Spanje        |                       |
| Aitor Bugallo               | 07-12-1973    | Spanje        |                       |
| Erkaitz Elkoroiribe         | 21-02-1972    | Spanje        |                       |
| Unai Etxebarria*            | 21-09-1972    | Venezuela     | Artiach               |
| Bingen Fernández            | 15-12-1972    | Spanje        |                       |
| Igor Flores                 | 05-12-1973    | Spanje        | Neoprof               |
| David García Markina        | 11-04-1970    | Spanje        | Banesto               |
| Álvaro González de Galdeano | 03-01-1970    | Spanje        |                       |
| Igor González de Galdeano   | 01-11-1973    | Spanje        |                       |
| Iñigo González de Heredia   | 15-03-1971    | Spanje        |                       |
| Axier Guenetxea             | 15-05-1970    | Spanje        |                       |
| Roberto Laiseka             | 17-06-1969    | Spanje        |                       |
| Alberto López de Munain     | 12-03-1973    | Spanje        | Neoprof               |
| Óscar López Uriarte         | 24-02-1970    | Spanje        | Banesto               |
| Aitor Osa                   | 09-09-1973    | Spanje        |                       |
| Javier Palacín              | 27-04-1971    | Spanje        |                       |
| César Solaun                | 29-12-1970    | Spanje        |                       |

* Hoewel Unai Etxebarria op een Venezolaanse licentie rijdt, is hij van Baskische afkomst en mag daarom statutair voor Euskaltel rijden.

## Overwinningen
Ronde van Alentejo
7e etappe: Axier Guenetxea
Ronde van Asturië
4e etappe: Álvaro González
Nationale kampioenschappen
Spanje (tijdrit): Iñigo González
Memorial Manuel Galera
Iñaki Aiarzagüena
1994 · 1995 · 1996 · 1997 · 1998 · 1999 · 2000 · 2001 · 2002 · 2003 · 2004 · 2005 · 2006 · 2007 · 2008 · 2009 · 2010 · 2011 · 2012 · 2013